# Astenozoospermia
Astenozoospermia (o astenospermia) es una patología relacionada con la producción de espermatozoides con baja motilidad.
La Astenozoospermia completa es que hay una inmotilidad en el 100% de los casos, pero también puede haber astenozoospermia parcial, en la que algunos de los espermatozoides van a presentar una correcta motilidad.
Las causas son múltiples como: deficiencias metabólicas, factores genéticos, hábitos de vida (como excesivo consumo de alcohol, alta exposición a contaminación), anormalidades del flagelo o necrozoospermia.

La astenozoospermia no siempre tiene que considerarse completa. En general, se considera astenozoospermia cuando encontramos menos del 30% de los espermatozoides con movilidad progresiva.
Esto disminuye la calidad del esperma y es una de las principales causas de infertilidad o disminución de la fertilidad de los hombres. Uno de los métodos para aumentar las probabilidades de fecundación en estos pacientes es la técnica de Swim-up  (para seleccionar los espermatozoides con mejor motilidad) y su posterior inyección intracitoplasmática de espermatozoides en el óvulo
).

## Astenozoospermia y espermatozoides motorizados
Actualmente, otro de los abordajes para combatir la astenozoospermia son los "espermatozoides motorizados" ("spermbots"), diseñados por un grupo de investigadores alemanes que ha desarrollado un pequeño motor híbrido que, acoplado a la cola de espermatozoides con problemas de movilidad, permite su propulsión y movimiento. De este modo, han conseguido con éxito capturar, desplazar y liberar en el punto deseado células sexuales masculinas inmóviles. 
Hasta ahora, los experimentos se han realizado en canales artificiales rellenos de fluidos que imitan las condiciones naturales. Las pruebas de laboratorio han tenido éxito, pero los científicos reconocen que queda mucho por hacer antes de que resulte viable probarlo en seres humanos. Esto se debe a que todavía no se tiene conocimiento sobre cómo monitorizar el proceso dentro del organismo, de forma que se pueda dirigir el espermatozoide hacia el óvulo. Además, tampoco se sabe cómo responderá el sistema inmune de la mujer a los micromotores introducidos en su cuerpo, por no hablar de la necesidad de mejorar los propulsores para que no causen daño alguno a los espermatozoides que transportan.
Todo apunta a que, de aplicarse, el primer uso de estos micromotores será en la fecundación in vitro, aunque el objetivo de los investigadores es que algún día se usen en el entorno natural del cuerpo humano. Esto permitiría solucionar los problemas de infertilidad relacionados con la baja movilidad de los espermatozoides.

## Antioxidantes y fertilidad
Los espermatozoides necesitan concentraciones determinadas de Radicales Libres, como especies reactivas de oxígeno, para realizar diferentes funciones como: defensa contra infecciones, capacitación, hiperactivación, reacción acromosómica y su fusión con la membrana del ovocito. 
A pesar de esto, una concentraciones elevadas de radicales libres pueden causar daños esenciales en biomoléculas y causar estrés oxidativo en los espermatozoides, llevando a una disfunción del esperma.
Por esta razón, hay estudios que demuestran que dietas ricas en antioxidantes pueden mejorar la calidad del esperma. Ya que los antioxidantes disminuyen la concentración de estos radicales libres.

## Astenozoospermia y DHA
En 2015, Eslamian y colab. descubrieron la relación entre la composición de los lípidos de la doble membrana de los espermatozoides y la asternozoospermia. En este estudio demostró que la membrana lipídica de los espermatozoides tiene más concentración de ácidos grasos poliinsaturados que otro tipos celulares. 
Posteriormente, un estudio realizado por Adam J.Koppers et al han demostrado la importancia del ácido docosahexaenoico (DHA, docosahezaenoic acid). Este ácido graso presenta una estructura con 6 dobles enlaces que proporciona fluidez a la membrana, necesaria para la fusión con el óvulo.
Estudios realizados en ratones demuestran que DHA es necesario también para la reacción acrosómica y la ausencia de DHA se relaciona con anormalidades morfológicas, pérdida de motilidad e infertilidad en el ratón.
Además, en 2017 Gónzalez-Ravina et al, han demostrado en humanos que la suplementación con DHA puede aumentar la motilidad del espermatozoide y favorecer la fertilidad.